# Газета (селище)
Газе́та (рос. Газета) — селище у складі Білоярського міського округу Свердловської області.
Населення — 3 особи (2010, 4 у 2002).
Національний склад станом на 2002 рік: росіяни — 100 %.